# تام ویلسون (تهیه‌کننده)
تام ویلسون (انگلیسی: Tom Wilson؛ ۲۵ مارس ۱۹۳۱ – ۶ سپتامبر ۱۹۷۸) یک موسیقی‌دان اهل ایالات متحده آمریکا بود. وی بین سال‌های ۱۹۵۶ تا ۱۹۷۸ میلادی فعالیت می‌کرد. از آثار وی می‌توان به مأموران اف‌بی‌آی اشاره نمود.